# Mushayrafet al-Samouk
Mushayrafet al-Samouk (tiếng Ả Rập: مشيرفة الساموك) là một thị trấn ở phía tây bắc Syria, một phần hành chính của Tỉnh Latakia, nằm ở phía bắc Latakia. Các địa phương gần đó bao gồm Kirsana và Burj al-Qasab ở phía tây, al-Shamiyah ở phía tây bắc, al-Qanjarah và Baksa ở phía tây nam. Theo Cục Thống kê Trung ương Syria, Sitmarkho có dân số 4.000 người trong cuộc điều tra dân số năm 2004. Cư dân của nó chủ yếu là Alawites.